# Howard Owen
Pour les articles homonymes, voir Owen.
Howard Owen, né le 1er mars 1949 à Fayetteville, en Caroline du Nord, est un écrivain américain, auteur de roman policier.

## Biographie
Howard Owen fait des études à l'université de Caroline du Nord à Chapel Hill où il obtient un diplôme de journalisme en 1971, puis à la Virginia Commonwealth University, où il décroche une maîtrise en anglais en 1981.
Il devient rédacteur sportif au Richmond Times-Dispatch et éditeur de la page éditoriale pour lThe Free Lance–Star (en). Il prend sa retraite en 2015.
En 1992, il publie son premier roman, Littlejohn. En 2012, avec Oregon Hill, il amorce une série consacrée à Willie Black, un journaliste métis à Richmond. Avec ce roman, il est lauréat du prix Hammett 2012.

## Œuvre

### Romans

#### SérieLittlejohn McCain
- Littlejohn (1992) Publié en français sous le titre LittleJohn, Paris, Éditions la Martingale-J'ai lu, 1995  (ISBN 2-277-37059-2)
- Rock of Ages (2006)

#### SérieWillie Black
- Oregon Hill (2012)
- The Philadelphia Quarry (2013)
- Parker Field (2014)
- The Bottom (2015)
- Grace (2016)
- The Devil's Triangle (2017)
- Scuffletown (2019)
- Evergreen (2019)
- Belle Isle (2020)
- Jordan’s Branch (2021)
- Monument (2021)

#### Autres romans
- Fat Lightning (1994)
- Answers to Lucky (1996)
- The Measured Man (1997)
- Harry and Ruth (2000)
- The Rail (2002)
- Turn Signal (2004)
- The Reckoning (2010)
- Annie's Bones (2018)

## Prix et distinctions

### Prix
- Prix Hammett 2012 pour Oregon Hill[1]